# Pic de Besalí
Pic de Besalí är en bergstopp i Andorra. Den ligger i parroquian Ordino, i den norra delen av landet. Toppen på Pic de Besalí är 2 639 meter över havet.
Den högsta punkten i närheten är Pic de Font Blanca, 2 860 meter över havet, 1,4 kilometer norr om Pic de Besalí.
I trakten runt Pic de Besalí förekommer i huvudsak kala bergstoppar och gräsmarker.